# نادي براغانزا
نادي براغانزا (بالبرتغالية: GD Bragança‏) هو نادي كرة قدم برتغالي تأسس في 1943. مقره في مدينة براغانزا.

## تشكيلة اللاعبون
ملاحظة: تشير الأعلام إلى المنتخب الوطني على النحو المحدد في قواعد الأهلية للفيفا. قد يحمل اللاعبون أكثر من جنسية واحدة غير تابعة للفيفا.
| الرقم | البلد        | المركز | اللاعب           |
| ----- | ------------ | ------ | ---------------- |
| 3     | البرتغال     | وسط    | Rafael Vieira \t |
| 6     | البرتغال     | مدافع  | Nuno Corunha     |
| 8     | بوركينا فاسو | مهاجم  | Jerome Ouiya     |
| 10    | البرتغال     | وسط    | Rui Borges       |
| 12    | البرتغال     | حارس   | Nélson           |

| الرقم | البلد     | المركز | اللاعب          |
| ----- | --------- | ------ | --------------- |
| 17    | الكاميرون | مدافع  | Obama           |
| 20    | البرتغال  | مدافع  | Karaté          |
| 23    | البرتغال  | مهاجم  | Moisés          |
| 27    | البرتغال  | وسط    | Miguel Lemos \t |
| 31    | البرتغال  | وسط    | Luís Gancho     |

## وصلات خارجية
- الموقع الرسمي